# Tomaso De Pra
Tommaso De Pra (Mortara, 16 de diciembre de 1938). Fue un ciclista italiano, profesional entre 1963 y 1971, cuyos mayores éxitos deportivos los logró en el Tour de Francia y en la Vuelta a España, pruebas en las que logró sendas victorias de etapa.

## Palmarés
| 1965 - Coppa Agostoni 1966 - 1 etapa en el Tour de Francia 1967 - Trofeo Calzani Cabiate - 1 etapa en la Vuelta a Suiza - 1 etapa en la Tirreno-Adriático | 1968 - Circuito di Felino - Circuito degli Assi - 1 etapa en la Vuelta a España |

## Resultados en Grandes Vueltas
| Carrera         | 1965 | 1966 | 1967 | 1968 | 1969 | 1970 | 1971 |
| --------------- | ---- | ---- | ---- | ---- | ---- | ---- | ---- |
| Giro de Italia  | 55.º | -    | 68.º | 53.º | 72.º | -    | -    |
| Tour de Francia | -    | Ab.  | -    | -    | -    | -    | Ab.  |
| Vuelta a España | -    | -    | Ab.  | -    | -    | -    | -    |